# Johann Daniel Fuhrmann
Johann Daniel Fuhrmann (geboren 8. September 1810 in Lennep; gestorben 10. September 1885 ebenda) war ein preußischer Geheimer Kommerzienrat, Wollfabrikant und 1871/1872 vertretungsweise Landrat des Kreises Lennep.

## Leben
Fuhrmann, seit 1835 mit Johanna Fuhrmann, geborene Bung (geboren 16. September 1809 in Lennep; gestorben 30. November 1883 ebenda), vertrat vom 21. Juli 1870 bis zum 30. März 1871 seinen Schwiegersohn und amtierenden Landrat des Kreis Lennep, Lambert Rospatt in dieser Funktion. Rospatt, verheiratet seit 1864 mit Julie Adele Fuhrmann, versah zeitgleich die Stelle des Unterpräfekten im Lothringenschen Château-Salins während und in der unmittelbaren Folge des Deutsch-Französischen Krieges.
1868 erhielt Fuhrmann, Gesellschafter der international tätigen Wollgroßhandlung gleichen Namens in Lennep, die Ernennung zum Kommerzienrat und 1881 noch die als Geheimer Kommerzienrat.